# Аллаиховский улус
Алла́иховский улу́с (райо́н) (якут. Аллайыаха улууhа) — административно-территориальная единица (улус или район) и муниципальное образование (муниципальный район) в Республике Саха (Якутия) Российской Федерации.
Административный центр — посёлок городского типа Чокурдах (с 1936 года).

## География
Расположен на северо-востоке республики, за Северным полярным кругом, в низовьях реки Индигирка. Большую часть улуса занимает Яно-Индигирская и Колымская низменности, на юге — Полоусный кряж, хребет Улахан-Сис, на востоке — Кондаковская возвышенность. Площадь района — 107,3 тыс. км².
Крупные реки — Индигирка с многочисленными притоками, pеки Аллаиха, Бёрёлёх, Большая Эрча, Хрома, Шандрин и др. Много озёр, наиболее крупные из них — Моготоево, Ожогино, Бакул, Солунтах и др.

## История
Район образован в 1931 году.

## Население
| 1970  | 1979  | 1989  | 2002  | 2007  | 2009  | 2010  | 2011  | 2012  |
| ----- | ----- | ----- | ----- | ----- | ----- | ----- | ----- | ----- |
| 3838  | ↗4963 | ↗5218 | ↘3421 | ↘3016 | ↘2942 | ↗3050 | ↘3022 | ↘2935 |
| 2013  | 2014  | 2015  | 2016  | 2017  | 2018  | 2019  | 2020  | 2021  |
| ↘2859 | ↘2764 | ↘2733 | ↘2682 | ↗2718 | ↘2716 | ↘2708 | ↘2697 | ↘2379 |
| 2022  | 2023  |       |       |       |       |       |       |       |
| ↘2362 | ↘2349 |       |       |       |       |       |       |       |

### Национальный состав
| № |                           | Численность населения, чел. (2010) | % от всего | % от указав- ших нацио- наль- ность |
| - | ------------------------- | ---------------------------------- | ---------- | ----------------------------------- |
|   | всего                     | 3050                               | 100,00 %   |                                     |
| 1 | Якуты                     | 1191                               | 39,05 %    | 39,09 %                             |
| 2 | Русские                   | 968                                | 31,74 %    | 31,77 %                             |
| 3 | Эвены                     | 612                                | 20,07 %    | 20,09 %                             |
| 4 | Юкагиры                   | 78                                 | 2,56 %     | 2,56 %                              |
| 5 | Украинцы                  | 51                                 | 1,67 %     | 1,67 %                              |
| 6 | Эвенки                    | 36                                 | 1,18 %     | 1,18 %                              |
| 7 | Буряты                    | 28                                 | 0,92 %     | 0,92 %                              |
| 8 | Чукчи                     | 17                                 | 0,56 %     | 0,56 %                              |
|   | другие                    | 66                                 | 2,16 %     | 2,17 %                              |
|   | указали национальность    | 3047                               | 99,90 %    | 100,00 %                            |
|   | не указали национальность | 3                                  | 0,10 %     |                                     |

## Муниципально-территориальное устройство
Аллаиховский улус, в рамках организации местного самоуправления в муниципальном районе, включает 6 муниципальных образований, в том числе 1 городское поселение и 5 сельских поселений (наслегов), а также 1 межселенную территорию с Ойотунгским национальным кочевым наслегом без статуса муниципального образования:
| №        | Муниципальное образование        | Административный центр | Количество населённых пунктов | Население (чел.) | Площадь (км²) |
| -------- | -------------------------------- | ---------------------- | ----------------------------- | ---------------- | ------------- |
| 1        | посёлок Чокурдах                 | пгт Чокурдах           | 1                             | ↘1832            | 624,24        |
| 2        | Бёрёлёхский наслег               | село Чкалов            | 1                             | ↗137             | 40 944,88     |
| 3        | Быянгнырский наслег              | село Нычалах           | 1                             | ↗115             | 18 739,82     |
| 4        | Русско-Устьинский наслег         | село Русское Устье     | 1                             | ↘118             | 18 761,64     |
| 5        | Юкагирский наслег (национальный) | село Оленегорск        | 2                             | ↘198             | 16 839,11     |
| 5.000001 | межселенная территория           |                        | 1                             | →0               |               |

### Населённые пункты
В Аллаиховском улусе 7 населённых пунктов.
| № | Населённый пункт | Тип  | Население | Муниципальное образование |
| - | ---------------- | ---- | --------- | ------------------------- |
| 1 | Воронцово        | село | →0        | Юкагирский наслег         |
| 2 | Нычалах          | село | ↗115      | Быянгнырский наслег       |
| 3 | Ойотунг          | село | →0        | межселенная территория    |
| 4 | Оленегорск       | село | ↘198      | Юкагирский наслег         |
| 5 | Русское Устье    | село | ↘118      | Русско-Устьинский наслег  |
| 6 | Чкалов           | село | ↗137      | Бёрёлёхский наслег        |
| 7 | Чокурдах         | пгт  | ↘1832     | посёлок Чокурдах          |

Упразднённые населённые пункты:
- 1993 год — посёлки Похвальный, Яр и Крайний[29]

## Экономика
Экономика Аллаиховского улуса основана на сельском хозяйстве, включая оленеводство, коневодство, пушной и рыбный промыслы. Также в улусе развивается туризм, добыча мамонтового бивня и производство изделий из него.

## Палеонтология
В 2009 году в Аллаиховском улусе на высоте около 9 метров от уровня воды и приблизительно в 2 метрах ниже кровли берегового склона был найден хромский мамонт (мамонтёнок Хрома или Игорь), погибший в возрасте 6—7 месяцев. Длина тела составляет 158,5 см, высота в холке — 60 см, вес — около 100 кг).